# Беггс
Беггс (англ. Baggs) — місто (англ. town) в США, в окрузі Карбон штату Вайомінг. Населення — 411 особа (2020).

## Географія
Беггс розташований за координатами 41°2′5″ пн. ш. 107°39′26″ зх. д. / 41.03472° пн. ш. 107.65722° зх. д. (41.034656, -107.657301).  За даними Бюро перепису населення США в 2010 році місто мало площу 1,32 км², з яких 1,31 км² — суходіл та 0,01 км² — водойми.

### Клімат
| Клімат : Беггс        | Клімат : Беггс | Клімат : Беггс | Клімат : Беггс | Клімат : Беггс | Клімат : Беггс | Клімат : Беггс | Клімат : Беггс | Клімат : Беггс | Клімат : Беггс | Клімат : Беггс | Клімат : Беггс | Клімат : Беггс | Клімат : Беггс |
| Показник              | Січ.           | Лют.           | Бер.           | Квіт.          | Трав.          | Черв.          | Лип.           | Серп.          | Вер.           | Жовт.          | Лист.          | Груд.          | Рік            |
| Середній максимум, °C | 0,0            | 2,2            | 8,3            | 14,4           | 20,0           | 26,1           | 30,0           | 28,3           | 23,3           | 15,6           | 6,1            | 0,6            | 14,4           |
| Середній мінімум, °C  | −15            | −12,8          | −6,1           | −2,2           | 1,7            | 5,6            | 8,9            | 8,3            | 3,3            | −2,2           | −8,3           | −13,9          | −2,8           |
| Норма опадів, мм      | 10             | 10             | 13             | 20             | 36             | 23             | 25             | 23             | 30             | 33             | 15             | 15             | 257            |
| --------------------- | -------------- | -------------- | -------------- | -------------- | -------------- | -------------- | -------------- | -------------- | -------------- | -------------- | -------------- | -------------- | -------------- |
| Джерело: Weatherbase  |                |                |                |                |                |                |                |                |                |                |                |                |                |

## Демографія

### Перепис 2010
Згідно з переписом 2010 року, у місті мешкало 440 осіб у 183 домогосподарствах у складі 114 родин. Густота населення становила 334 особи/км².  Було 223 помешкання (169/км²).
Расовий склад населення:
| - 94,1 % — білих - 0,5 % — корінних американців - 0,2 % — азіатів - 4,8 % — осіб інших рас |

До двох чи більше рас належало 0,5 %. Частка іспаномовних становила 11,4 % від усіх жителів.
За віковим діапазоном населення розподілялося таким чином: 27,0 % — особи молодші 18 років, 62,5 % — особи у віці 18—64 років, 10,5 % — особи у віці 65 років та старші. Медіана віку мешканця становила 34,3 року. На 100 осіб жіночої статі у місті припадало 111,5 чоловіків;  на 100 жінок у віці від 18 років та старших — 105,8 чоловіків також старших 18 років.
Середній дохід на одне домашнє господарство  становив 72 668 доларів США (медіана — 62 500), а середній дохід на одну сім'ю — 86 172 долари (медіана — 80 208). За межею бідності перебувало 4,3 % осіб, у тому числі 1,7 % дітей у віці до 18 років та 14,3 % осіб у віці 65 років та старших.
Цивільне працевлаштоване населення становило 222 особи. Основні галузі зайнятості: сільське господарство, лісництво, риболовля — 27,9 %, освіта, охорона здоров'я та соціальна допомога — 23,9 %, транспорт — 12,6 %, мистецтво, розваги та відпочинок — 10,4 %.

### Перепис 2000
За даними перепису 2000 року, на території муніципалітету мешкало 348 людей, було 147 садиб та 88 сімей. Густота населення становила 274.2 осіб/км². Було 197 житлових будинків. З 147 садиб, в 32,0% проживали діти до 18 років, подружніх пар, що мешкали разом, було 44,9%, садиб, у яких господиня не мала чоловіка — 9,5%, садиб без сім'ї — 40,1%. Власники 29,3% садиб мали вік, що перевищував 65 років, а в 10,9% садиб принаймні одна людина була старшою за 65 років. Кількість людей у середньому на садибу становила 2.37, а в середньому на родину 2.97.
Середній річний дохід на садибу становив 29 688 доларів США, а на родину — 38 250 доларів США. Чоловіки мали дохід 32 031 доларів, жінки — 21 250 доларів. Дохід на душу населення був 20 812 доларів. Приблизно 7,9% родин та 14,9% населення жили за межею бідності. Серед них осіб до 18 років було 8,4%, і понад 65 років — 10,8%.